# Łuczeniec
Łuczeniec (słow. Lučenec, węg. Losonc) – miasto powiatowe na Słowacji, w kraju bańskobystrzyckim, w pobliżu granicy z Węgrami. Główne miasto regionu Novohrad. Około 28,5 tys. mieszkańców (2011). W mieście rozwinął się przemysł maszynowy, spożywczy, włókienniczy, materiałów budowlanych oraz drzewny.

## Miasta partnerskie
- Louny
- Mielnik
- Pápa
- Polesella
- Salgótarján
- Złotonosza